# Edgar Valente de Lima
Edgar Valente de Lima foi magistrado e desembargador do Tribunal de Justiça do Estado de Alagoas, bem como professor universitário na antiga Faculdade de Direito de Alagoas, hoje integrada à Universidade Federal de Alagoas. 

## Vida pessoal
Edgar Valente de Lima foi filho de Luiz Monteiro Amorim de Lima e de Dona Maria de Jesus Valente de Lima. Seu pai compôs a primeira turma de desembargadores do Tribunal de Justiça de Alagoas, vislumbrada após a Proclamação da República, em 1889, e finalmente estabelecida em 18 de junho 1892 por Gabino Besouro, que à época ocupava o cargo de Governador do Estado de Alagoas. 
Edgar Valente de Lima foi casado com Dona Maria Anunciada Gama de Lima, sendo chefe de numerosa e respeitável família. Muitos de seus descendentes também exerceram ou ainda exercem carreira jurídica em Alagoas, dentre os quais se destacam: seus filhos Edgar Valente de Lima Filho (procurador de justiça, Primeiro Corregedor de Justiça do Ministério Público de Alagoas e 3º Presidente da Associação do Ministério Público do Estado de Alagoas – AMPAL), Estácio Luiz Gama de Lima (desembargador, Presidente do Tribunal Regional Eleitoral de Alagoas e Presidente do Tribunal de Justiça de Alagoas), Franklin José Gama de Lima (juiz estadual), e os netos Erick Costa de Oliveira Filho (juiz estadual) e Nelson Tenório de Oliveira Neto (juiz estadual) e Walber José Valente de Lima (procurador de justiça). Com várias gerações de membros associados ao Poder Judiciário e ao Ministério Público, Valente de Lima é uma família com ampla tradição jurídica em Alagoas
Edgar Valente de Lima também foi irmão do renomado médico legista e professor emérito Estácio de Lima, com carreira pela Universidade Federal da Bahia. 

## Vida profissional
Edgar Valente de Lima é lembrado como um magistrado de sólida carreira, bem como professor de notório saber jurídico com atuação na antiga Faculdade de Direito de Alagoas. Como desembargador participou em 1957 de um dos momentos de maior tensão na política alagoana, o processo de impeachment do então Governador Muniz Falcão. Em 11 de dezembro desse ano, ocorrera a sessão de julgamento final, na qual Edgar Valente de Lima voltou pela absolvição do político.  Com seis votos a favor da condenação e quatro votos contrários, Muniz Falcão reassumiu o mandato em 24 de janeiro de 1958, permanecendo como chefe do Poder Executivo Estadual até 31 de janeiro de 1961. 
Edgar Valente de Lima foi o 5º Presidente do Tribunal Regional Eleitoral de Alagoas (TRE-AL) por dois mandatos consecutivos, que se deram de 31 de agosto de 1959 a 30 de agosto de 1961 e de 31 de agosto de 1961 a 08 de abril de 1962. Foi também o 15º Presidente do Tribunal de Justiça de Alagoas, exercendo mandato de 28 de agosto de 1959 a 13 de março de 1962. No final de 1959, coube a ele aumentar o número de desembargadores que compunham o Pleno do Tribunal de Justiça de Alagoas, que passou de cinco para onze membros. 

## Homenagens
Magistrado de carreira respeitável, Edgar Valente de Lima vem sendo homenageado ao longo dos anos no Estado de Alagoas. Ele dá nome à Avenida Desembargador Valente de Lima, localizada no Bairro de Mangabeiras, em Maceió, e ao atual prédio-sede do Tribunal de Justiça de Alagoas (TJAL), inaugurado em 11 de dezembro de 2008. 
No entanto, a maior honraria associada ao judicante é a Comenda do Mérito Cívico Desembargador Edgar Valente de Lima, criada em fevereiro de 2006 pelo Pleno do TJAL. Essa comenda é concedida pela Escola Superior da Magistratura do Estado de Alagoas (ESMAL) a personalidades de destaque cenário jurídico, que, no seu ofício judicante, tenham contribuído para o aprimoramento do Estado Democrático de Direito no Brasil. Dentre os laureados com a medalha estão o Ministro Humberto Martins, do Superior Tribunal de Justiça (STJ), e a juíza Maria da Conceição da Silva Santos, com atuação pelo Conselho Nacional de Justiça (CNJ). 